# Vibert Cornwall
Vibert Edmund Cornwall (geb. Oktober 1938) ist ein Jazz-Sänger aus St. Vincent. Er tritt auf unter dem Künstlernamen Ray King. Er ist der Bruder von Reginald Cornwall MBE. Bekannt wurde er durch seinen prägenden Einfluss auf die 2-tone-Ska-Bewegung, welche in Coventry, England, in den späten 1970ern und frühen 1980ern entstand. Cornwall ist ein leidenschaftlicher Unterstützer der West Indian- und Black Ethnic-Communities von Coventry und wurde am 23. November 2010 mit einem Ehrendoktor of letters der Coventry University geehrt in Anerkennung seiner ehrenamtlichen und altruistischen Bemühungen.
Cornwall kam als Teenager mit seinen Eltern aus St. Vincent und den Grenadinen nach Coventry, England. Er begann 1966 mit dem Singen in Clubs in Coventry. Ungefähr zur selben Zeit nahm er auch den Künstlernamen 'Ray King' an, nachdem er sich der Band 'Suzi and the Kingsize Kings' angeschlossen hatte. Danach benannte sich die Band um in 'The Ray King Soul Band'. 1972 nahm er mit The Petards die Single Hand of Fortune/Free auf.